# 胡安費爾南德斯群島國家公園

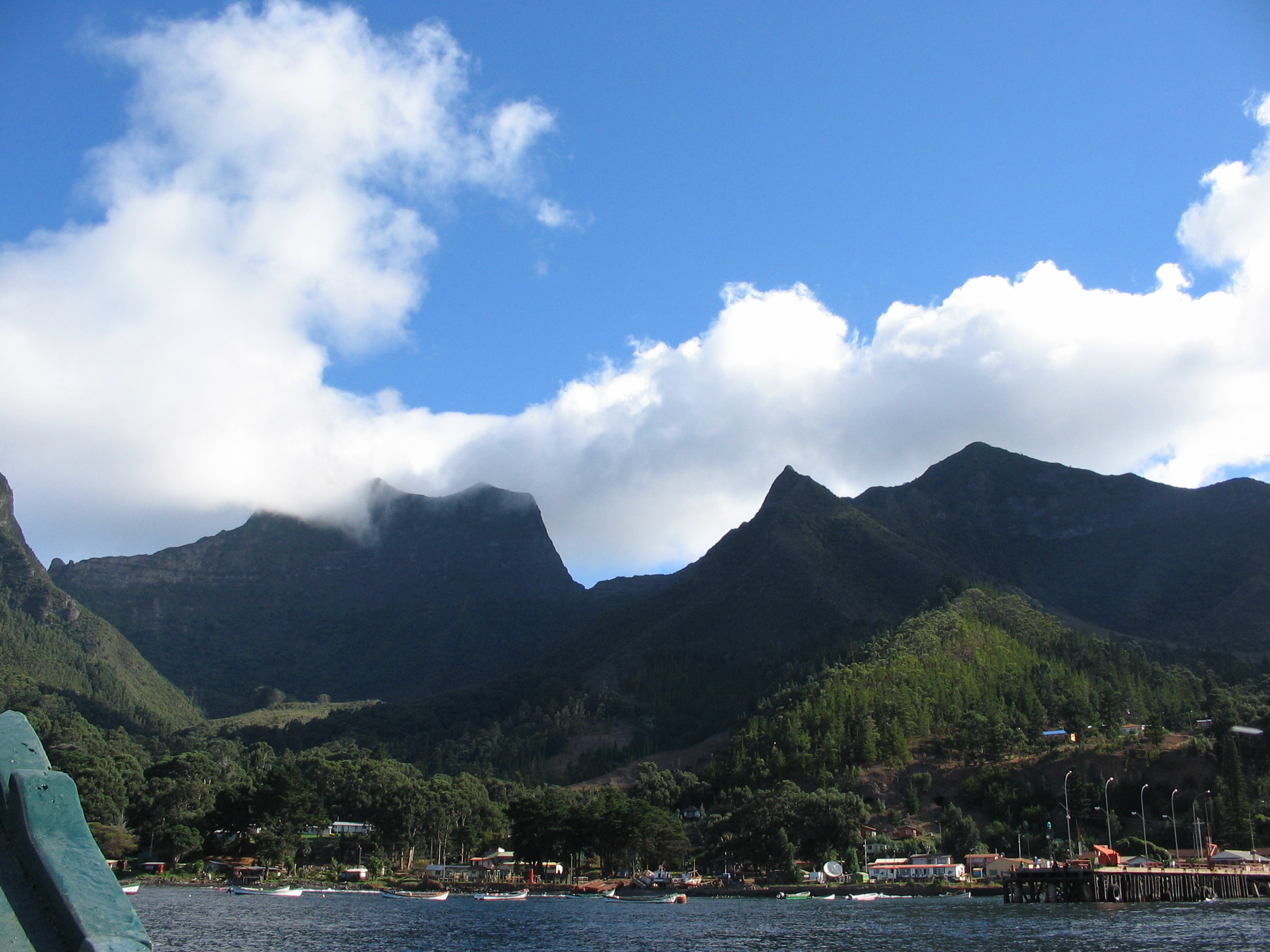

胡安費爾南德斯群島國家公園（西班牙語：Parque Nacional Archipiélago de Juan Fernández）是智利的國家公園，位於該國中部，由瓦爾帕萊索大區負責管轄，距離聖安東尼奧667公里，成立於1935年，面積96平方公里，涵蓋聖克拉拉島、亞歷山大塞爾扣克島和大部分魯賓遜克魯索島。
目前智利將該處列為世界遺產申報預定名單內。

## 外部連結
- （西班牙文） Official Site
- Juan Fernandez Biosphere Reserve

33°43′47″S 79°52′09″W / 33.7297°S 79.8692°W